# Snežana Bogosavljević Bošković
Snežana Bogosavljević Bošković (en serbe cyrillique : Снежана Богосављевић Бошковић ; née le 26 janvier 1964 à Ivanjica) est une agronome et une femme politique serbe, membre du Parti socialiste de Serbie (SPS) depuis sa fondation en 1990. Le 27 avril 2014, elle est élue ministre de l'Agriculture et de l'Environnement dans le gouvernement d'Aleksandar Vučić,.

## Études et carrière professionnelle
Née à Ivanjica, Snežana Bogosavljević Bošković obtient une licence à la Faculté d'agriculture de Čačak en 1986 puis un master et un doctorat à la Faculté d'agriculture de l'université de Belgrade, respectivement en 1990 et 1994.
À partir de 1987, elle est chargée d'enseignement dans le domaine de la zootechnie à la Faculté d'agriculture de Čačak ; elle y est élue assistante en 1990 puis maître de conférence en 1995, professeur associé en 2000 et professeur de plein droit en 2006,.
Au cours de sa carrière universitaire, elle écrit ou coécrit plus de deux cents articles scientifiques pour des revues nationales et internationales et devient membre de la World’s Poultry Science Association (WPSA),.

## Carrière politique
Snežana Bogosavljević Bošković rejoint le Parti socialiste de Serbie (SPS) de Slobodan Milošević dès sa fondation en 1990 ; elle devient membre du bureau du parti et vice-présidente du Forum des femmes à Čačak. 
Aux élections législatives serbes du 6 mai 2012, elle figure sur la liste d'alliance conduite par Ivica Dačić, le président du SPS ; la liste obtient 14,51 % des voix et 44 députés à l'Assemblée nationale. Snežana Bogosavljević Bošković devient députée à l'Assemblée nationale, tandis que Dačić est invité à former un gouvernement soutenu par le nouveau président de la République Tomislav Nikolić, du Parti progressiste serbe (SNS).
Après plusieurs crises politiques, le 29 janvier 2014, le président Nikolić, à l'instigation d'Aleksandar Vučić, premier vice-président du gouvernement Dačić et président du SNS, dissout l'Assemblée et convoque des élections législatives anticipées pour le 16 mars,. Pendant la campagne, Ivica Dačić conduit la liste d'alliance entre le Parti socialiste de Serbie, le Parti des retraités unis de Serbie et Serbie unie ; Snežana Bogosavljević Bošković est en 18e position sur cette liste, qui remporte 13,49 % des suffrages et obtient 44 députés à l'Assemblée nationale. Elle retrouve son mandat de députée mais elle démissionne le 27 avril 2014 et est élue ministre de l'Agriculture et de l'Environnement dans le nouveau gouvernement d'Aleksandar Vučić,.

## Vie privée
Snežana Bogosavljević Bošković est mariée et mère d'un enfant. Elle parle français et anglais.